# Black Stone Cherry (album)
| Recensione    | Giudizio |
| ------------- | -------- |
| AllMusic      |          |
| IGN           | (7.7/10) |
| Metal Hammer  |          |
| Sputnik Music |          |

Black Stone Cherry è l'album di debutto dell'omonimo gruppo southern rock statunitense, pubblicato nel 2006. L'album ha venduto, al 2008, circa 110 000 copie.

## Tracce
1. Rain Wizard – 3:25
2. Backwood Gold – 3:07
3. Lonely Train – 3:51
4. Maybe Someday – 3:47
5. When the Weight Comes Down – 3:36
6. Crosstown Woman – 3:36
7. Shooting Star – 3:12
8. Hell and High Water – 4:02
9. Shapes of Things – 3:05
10. Violator Girl – 3:24
11. Tired of the Rain – 3:16
12. Drive – 3:05
13. Rollin' On – 5:36

## Formazione
- Chris Robertson - voce, chitarra
- Ben Wells - chitarra
- Jon Lawhon - basso
- John Fred Young - batteria